# Ostodes kuangii
Ostodes kuangii är en törelväxtart som beskrevs av Yong Tian Chang. Ostodes kuangii ingår i släktet Ostodes och familjen törelväxter. Inga underarter finns listade i Catalogue of Life.